# Rydlewo (przystanek kolejowy)
Rydlewo – nieczynny wąskotorowy przystanek kolejowy w Podgórzynie, w województwie kujawsko-pomorskim.